# ETRAX CRIS
Az ETRAX CRIS az Axis Communications által tervezett és gyártott RISC típusú CPU család, amelyeknek legfőbb megcélzott felhasználási területe a beágyazott rendszerekben való alkalmazás. A processzortípus 1993-ban jelent meg.
A név egy betűszó, az angol Ethernet, Token Ring, AXis - Code Reduced Instruction Set rövidítése. A token ring támogatást az újabban gyártott csipekből kihagyják, mivel az mostanára elavult.

## Architektúra
Az ETRAX CRIS processzorok alapvetően 32 bites RISC processzorok. Bájt, 16 bites szó és 32 bites duplaszó adattípusokat kezel. 15 általános célú és legalább 15 speciális regiszterük van, amelyek között megtalálható pl. a nulla-regiszter is. Rendelkeznek processzor-állapotszóval. Utasításaik 16 bit hosszúak, esetenként ugyancsak 16 bites kiegészítő címzési- és utasításmód-prefixummal. Vektoros megszakítási rendszert használnak. Utasításkészletükben megtalálható az egész szorzás, de osztás nincs, hanem csak az osztás lépéseit megvalósító DSTEP utasítás. Több RISC-ekre nem jellemző vonása is van: az utasítások kétoperandusúak, van memória-operandus, autoinkrementális címzési mód, indirekt és kettős indirekt címzési módok megléte.

## Típusok
A TGA-1 típust 1986-ban fejlesztették ki, kommunikációs adó-vevő eszközként funkcionált az AS/400 architektúrában.
A CGA-1 a TGA-1 egy javított teljesítményű változata volt.

### ETRAX
Az ETRAX név 1993-ban született, a 10 Mbit/s Ethernet és Token Ring vezérlők megjelenésekor. Az első négy típus 1993 és 1996 között készült el, fokozatosan növekvő komplexitással.
Az ETRAX-4 az előző típusoknál nagyobb teljesítményre képes, beépített SCSI vezérlővel is rendelkezik.
Az ETRAX 100 modellben egy 10/100 Mbit/s Ethernet vezérlő található, emellett ATA és Wide SCSI támogatással rendelkezik.

### ETRAX 100LX
2000-ben jelent meg az ETRAX 100LX kialakítás, amelybe memóriavezérlőt is beépítettek, valamint USB vezérlőt, szinkron soros interfészt és SDRAM támogatást kapott. A CPU teljesítménye 100 MIPS-re nőtt. A MMU megléte lehetővé teszi a Linux kernel változtatások nélküli futtatását ezen a processzoron.
Főbb jellemzői:
- 32 bites RISC CPU mag
- 10/100 Mbit/s Ethernet vezérlő
- 4 aszinkron soros port
- 2 szinkron serial port
- 2 USB port
- 2 párhuzamos port
- 4 ATA (IDE) port
- 2 keskeny SCSI port (vagy 1 széles)
- SDRAM, Flash, EEPROM, SRAM támogatás

Az eszköz 256 csatlakozós Plastic Ball Grid Array (PBGA) tokozásban készül, tipikus fogyasztása 350 mW.

### ETRAX 100LX MCM
Ez az egylapkás rendszer (system-on-a-chip) egy ETRAX 100LX processzorból áll, amely mellett integrált Flashmemória, SDRAM és egy Ethernet PHYceiver (fizikai rétegű adóvevő) található. Két modellje került forgalomba: az ETRAX 100LX MCM 2+8 (2 MB flash, 8 MB SDRAM), és az ETRAX MCM 4-16 (4 MB flash, 16 MB SDRAM).

### ETRAX FS
2005-ben készült el, teljes Linux 2.6 támogatással rendelkezik, jellemzői:
- 200 MIPS sebességű (órajele 200 MHz), 32 bites RISC, 5 fokozatú futószalaggal, a CPU magban 16 KiB adat- és 16 KiB utasítás-gyorsítótárral, valamint MMU-val[2]
- Két 10/100 Mbit/s Ethernet vezérlő
- Titkosítás-gyorsító, AES, DES, Triple DES, SHA-1 és MD5 támogatással
- 128 kB csipre integrált RAM
- Tartalmaz egy mikroprogramozható I/O processzort, amely támogatja a PC-Card, CardBus, PCI, USB FS/HS host, USB FS eszköz, SCSI és ATA szabványokat.

Az eszköz 256 csatlakozós Plastic Ball Grid Array (PBGA) tokozásban készül, tipikus fogyasztása 465 mW.

## Fejlesztőeszközök

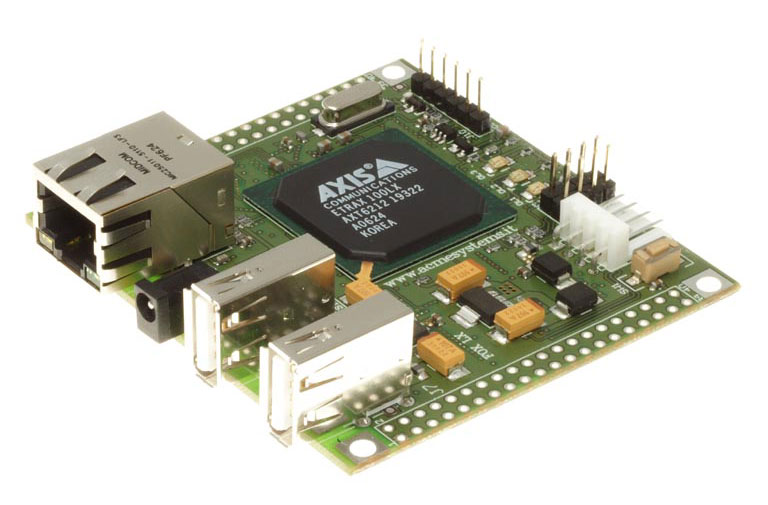
FOX board LX 4+16. Figyeljük meg az Ethernet, DC és az USB portokat.

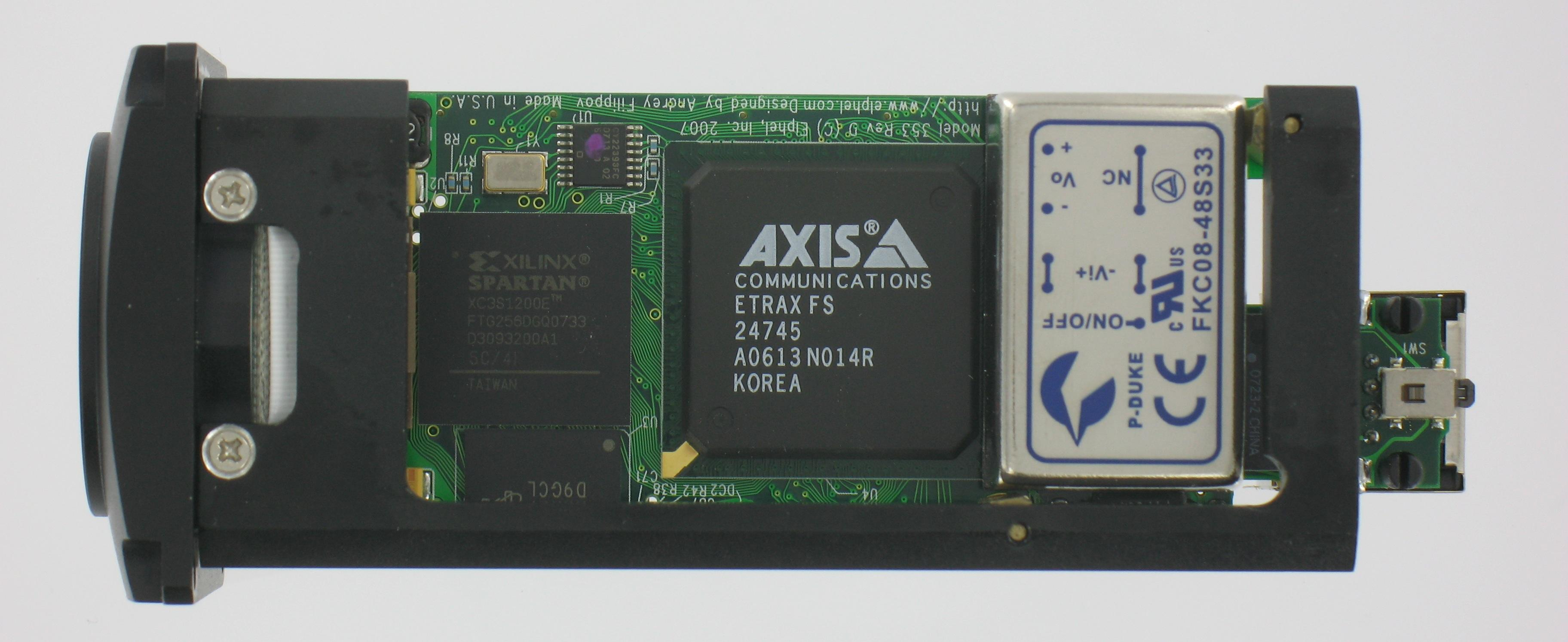
Elphel Reconfigurable Network Camera (Elphel újrakonfigurálható hálózati kamera).

### Szoftver
Az Axis által gyártott, keresztfordítót és debuggert is tartalmazó SDK ingyenesen letölthető volt az Axis oldaláról, azonban ennek a támogatását már megszüntették. Az ETRAX 100LX és ETRAX FS CRIS architektúrákat a GCC támogatja. A fejlesztést egy Wiki-jellegű fejlesztői portál támogatja.

### Hardver
Több gyártó is készít ETRAX csipekkel szerelt fejlesztőkártyákat; ezeken az összes szükséges be- és kimeneti port megtalálható, amelyek az alkalmazásfejlesztéshez, vagy akár a végleges alkalmazás üzemeltetéséhez/telepítéséhez szükségesek. Néhány gyártó és típus:
- Axis Communications AXIS 82 developer board
- Embedded Linux PC – az ipcas-tól
- ACME Systems: FOX board
- Elphel újrakonfigurálható hálózati kamera, Etrax FS és Xilinx Spartan 3e FPGA alapokon
- Free2move beágyazott Linux rendszer
- Rcotel Corporation: egykártyás Linux számítógép
- DSP és FPGA alapú ipari vezérlőegységek
- BBDevice.com – távirányító rendszerek

## Fordítás
Ez a szócikk részben vagy egészben  az   ETRAX CRIS című angol Wikipédia-szócikk ezen változatának fordításán alapul.  Az eredeti cikk szerkesztőit annak laptörténete sorolja fel. Ez a jelzés csupán a megfogalmazás eredetét és a szerzői jogokat jelzi, nem szolgál a cikkben szereplő információk forrásmegjelöléseként.